# Kim Jesper Jørgensen

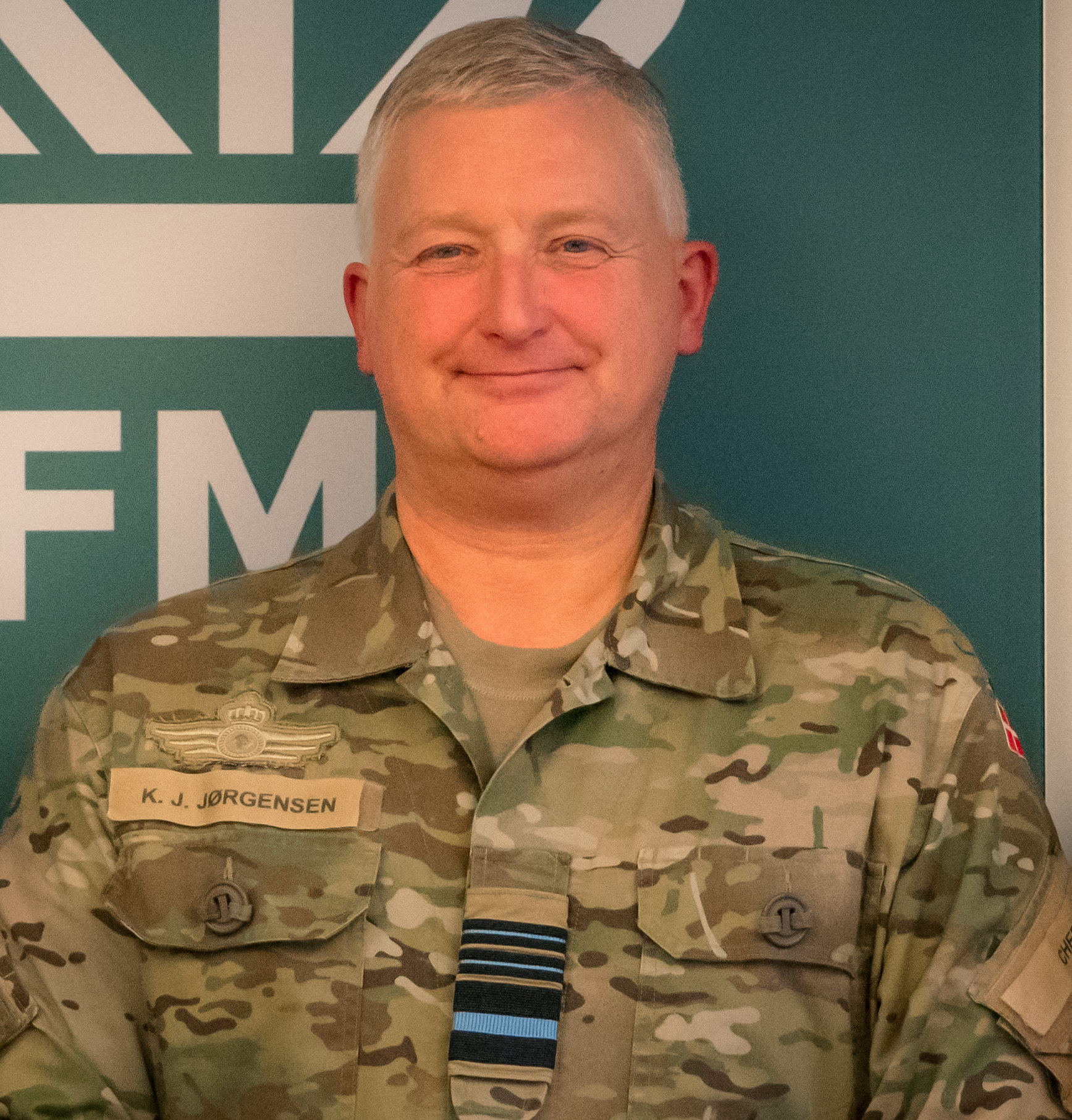
Kim Jesper Jørgensen, 2022

Kim Jesper Jørgensen (* 14. August 1962 in Frederikshavn) ist ein dänischer Generalmajor und Befehlshaber des Arktisk Kommando.

## Leben
1980 bis 1983 diente Jørgensen als Freiwilliger im Hjemmeværnet. 1981 legte er sein Abitur am Frederikshavn Gymnasium ab. 1982 bis 1983 erhielt er die technisch-naturwissenschaftliche Grundausbildung der Universität Aalborg. 1984 bis 1988 besuchte Jørgensen die Flyvevåbnets Officersskole und wurde mit dem Abschluss Premierleutnant. 1993 wurde er Hauptmann, 1996 Major, 2001 Oberstleutnant und 2008 Oberst. Im selben Jahre war er Abteilungsleiter im Verteidigungsministerium für Planungs- und Operationsanliegen. 2010 nahm er am sicherheitspolitischen Kurs von Forsvarschef Knud Bartels teil. 2014 bis 2016 war er Leiter der arktischen Projektorganisation im Verteidigungsministerium.
Am 15. Februar 2016 wurde Jørgensen zum Generalmajor ernannt und übernahm zugleich das Arktisk Kommando. Damit wurde er Nachfolger Stig Østergaard Nielsens, dem ersten Befehlshaber des Kommandos.
Er ist verheiratet und Vater zweier Söhne.

## Auszeichnungen
- Ritter 1. Grades des Dannebrogordens
- Flyvevåbnets Hæderstegn
- Hjemmeværnets Fortjensttegn
- Hendes Majestæt Dronningens Æresdolk